# Cantonul Barbazan
Cantonul Barbazan este un canton din arondismentul Saint-Gaudens, departamentul Haute-Garonne, regiunea Midi-Pyrénées, Franța.

## Comune
- Antichan-de-Frontignes
- Ardiège
- Bagiry
- Barbazan (reședință)
- Cier-de-Rivière
- Frontignan-de-Comminges
- Galié
- Génos
- Gourdan-Polignan
- Huos
- Labroquère
- Lourde
- Luscan
- Malvezie
- Martres-de-Rivière
- Mont-de-Galié
- Ore
- Payssous
- Pointis-de-Rivière
- Saint-Bertrand-de-Comminges
- Saint-Pé-d'Ardet
- Sauveterre-de-Comminges
- Seilhan
- Valcabrère